# Хабіб Бургіба
Хабіб Бургіба, часом Бурґіба (фр. Habib Bourguiba, араб. حبيب بورقيبة, вимовляється Ḥabīb Būrqība; 3 серпня 1903, Монастір, Туніс — 6 квітня 2000, там само) — політичний діяч і перший президент Тунісу з 25 липня 1957 до 7 листопада 1987, з 1975 — довічний президент.

## Біографія

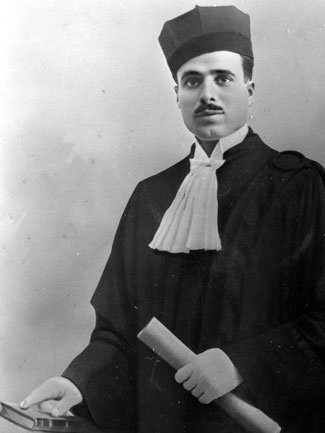
Хабіб Бургіба, 1927 рік.

У молодості був юристом та видавцем низки газет, активістом партії «Дестур». Неодноразово ув'язнювався за агітацію проти французької колоніальної влади. 1942 року звільнений з-під арешту під час німецької окупації і 1943 року був прийнятий Муссоліні, який сподівався схилити його на свій бік. Проте, повернувшись до Тунісу, у промові 7 квітня 1943 року Бургіба заявив, що впевнений у поразці Німеччини та Італії, і закликав до боротьби проти них.
Після закінчення війни здійснював поїздки по багатьох країнах Європи, збираючи гроші на підтримку антиколоніального руху у Тунісі. 1949 року повернувся до Тунісу, де продовжив політичну боротьбу за незалежність. 1952 року знову заарештований. Після приходу до влади у Франції уряду П'єра Мендес-Франса, який підтримував ідею про розширення політичних повноважень французьких колоній, Бургібу звільнили, він продовжив легальну боротьбу за незалежність. У березні 1956 року Бургібу обрали головою Конституційної асамблеї Тунісу.
25 липня 1957 проголосили незалежність Республіки Туніс, а Бургіба обійняв посаду її президента. Деякий час він дотримувався соціалістичних шляхів розвитку Тунісу, проте вже на початку 1970-х остаточно відмовився від соціалістичної моделі на користь ліберальної, не розриваючи при цьому відносин із СРСР та зберігши зовні соціалістичну спрямованість. 3-ім прем'єр-міністром за президента Бургіби 2 листопада 1970 призначили Хеді Амара Нуїра, який залишався на цій посаді до 23 квітня 1980. При цьому прем'єр-міністрі істотно розширились права приватної власності у країні.
Бургіба провів у Тунісі низку великих реформ:
- соціальних
Великомасштабне розширення прав жінок, що було незвично для мусульманської країни, підвищення рівня середньої й вищої освіти та інше. Бургіба заборонив багатожонство і запровадив законодавчу процедуру розлучення.
- економічних
розширення приватної власності у країні.
- політичних реформ
При ньому країна пережила зміну курсу своєї зовнішньої та внутрішньої політики, змінено конституцію, з'явилися світські суди

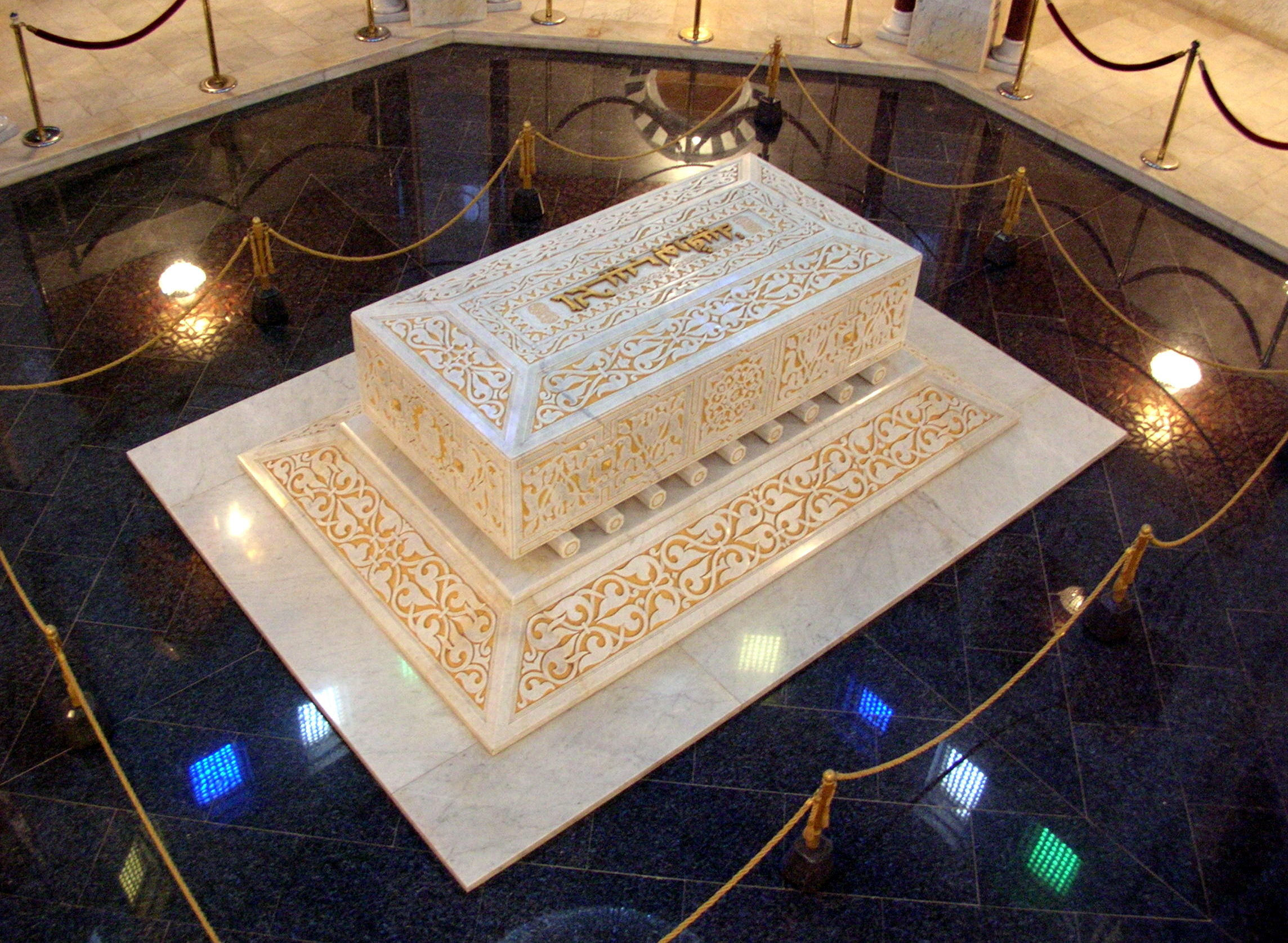
Могила Бургіби у мавзолеї в місті Монастір

1987 року прем'єр-міністр Зін аль-Абідін бен Алі відсторонив Бургібу від влади «за станом здоров'я», надалі той перебував «під захистом уряду». Похований з почестями у мавзолеї в Монастірі, початок будівництва якого припав на 1963 рік.
Дружина Бургіби — Матильда Лоррен, з якою він познайомився у Парижі 1925 року, 1927 року навернулася до ісламу та прийняла у шлюбі ім'я Муфід Бургіба. У шлюбі народився єдиний син — Хабіб Бургіба-молодший. Пізніше Бургіба одружився вдруге, його дружиною стала представниця впливового клану Васса Бен Аммар, при цьому він удочерив її дочку Хаджер Бургібу.